# Mehmed Sadık Pascià
Mehmed Sadık Pascià (1825 – Lemno, 1901) è stato un politico ottomano
conservatore e membro del senato. Fu Gran Visir dal 18 aprile 1878 al 28 maggio 1878. Fu nominato governatore dell'Eyalet di Aidin per due volte il 24 ottobre 1870 ed il 30 giugno 1872, per tre volte ministro delle finanze (dal 18 febbraio 1869 al 8 agosto 1870, dal 22 settembre 1871 al 13 novembre 1871 e dal 13 agosto 1872 al 16 febbraio 1873). Il 12 giugno 1878 fu nominato governatore del Vilayet dell'Arcipelago dove rimase in carica per 3 anni, dopo il suo licenziamento fu costretto a viviere fino alla sua morte a Lemno.